# Hippalus (Mondkrater)
Hippalus ist ein Einschlagkrater im Südwesten der Mondvorderseite zwischen Mare Humorum und Mare Nubium, südlich von Agatharchides und nordwestlich von Campanus.
Der Krater ist von den Laven des Mare weitgehend überflutet, im südwestlichen Teil ist der Kraterrand dadurch vollständig verschwunden.
Durch den Krater und östlich davon verlaufen in weiten, der Krümmung des Randes des Mare Humorum folgenden Bögen das Rillensystem der Rimae Hippalus. Eine der Hauptrillen verläuft dabei durch das Zentrum des Kraters.
| Buchstabe | Position           | Durchmesser | Link |
| --------- | ------------------ | ----------- | ---- |
| A         | 23,83° S, 32,91° W | 8 km        |      |
| B         | 25,24° S, 30,45° W | 5 km        |      |
| C         | 24,15° S, 30,69° W | 4 km        |      |
| D         | 23,7° S, 32,14° W  | 22 km       |      |

Der Krater wurde 1935 von der IAU nach dem antiken griechischen Seefahrer Hippalos offiziell benannt.